# التخفي: الحياة السرية للدماغ
التخفي: الحياة السرية للدماغ، هو أحد الكتب الأكثر مبيعًا في نيويورك تايمز  من تأليف عالم الأعصاب الأمريكي ديفيد إيجلمان،  أستاذ مساعد في جامعة ستانفورد. يستكشف الكتاب تجاور العقل الواعي والعقل اللاواعي، مع تلخيص إيجلمان موضوعات النص بالسؤال: «إذا كان العقل الواعي - الجزء الذي تعتبره أنت - هو مجرد غيض من فيض، فما هو الباقي تفعل؟» 
في التخفي، يؤكد إيجلمان أن معظم عمليات الدماغ لا يمكن الوصول إليها من خلال الإدراك، مثل أن العقل الواعي «يشبه المسافر خلسة على متن سفينة بخارية عبر المحيط الأطلسي، ويحمل الفضل في الرحلة دون الاعتراف بالهندسة الضخمة تحت الأقدام».
ظهر وضع التصفح المتخفي في قائمة نيويورك تايمز الأكثر مبيعًا بشكل متقطع في عامي 2011 و 2012. تم اختياره كأفضل كتاب لعام 2011 من قبل أمازون،  بوسطن غلوب،  وهيوستن كرونيكل.
تمت مراجعة الكتاب على أنه «جذاب ومقنع» من قبل صحيفة وول ستريت جورنال  و «مثال ساطع للكتابة العلمية الواضحة وسهلة الفهم» من قبل الإندبندنت. وصفه استعراض مميّز بنجمة من كركوس بأنه «كتاب سيتركك تنظر إلى نفسك - والعالم - بشكل مختلف.» 
في يوليو 2011، ناقش إيجلمان وضع التصفح المتخفي مع ستيفن كولبير في تقرير كولبير.

## روابط خارجية
- موقع التصفح المتخفي (يتضمن مقتطفات)
- موقع مختبر ديفيد إيجلمان
- 'Incognito': ما يختبئ في العقل اللاواعي ، NPR's Fresh Air مع Terry Gross ، مقابلة مع David Eagleman ، 31 مايو 2011.